# Filip Blažek
Filip Blažek (Skalica, 11 marzo 1998) è un calciatore slovacco, difensore o centrocampista del Rapid Bucarest.

## Carriera
Cresciuto nel settore giovanile del Senica, l'11 luglio 2017, dopo aver disputato una stagione in prima squadra, viene ceduto al Brøndby, con cui si lega fino al 2020. Dopo aver collezionato soltanto tre presenze con i gialloblù, il 25 gennaio 2019 si trasferisce in prestito allo Skalica, venendo poi acquistato a titolo definitivo il 19 luglio seguente. Il 16 giugno 2022 prolunga per un'altra stagione con il club biancoverde.

## Statistiche

### Presenze e reti nei club
Statistiche aggiornate al 2 luglio 2025.
| Stagione        | Squadra         | Campionato      | Campionato | Campionato | Coppe nazionali | Coppe nazionali | Coppe nazionali | Coppe europee | Coppe europee | Coppe europee | Altre coppe | Altre coppe | Altre coppe | Totale | Totale |
| Stagione        | Squadra         | Comp            | Pres       | Reti       | Comp            | Pres            | Reti            | Comp          | Pres          | Reti          | Comp        | Pres        | Reti        | Pres   | Reti   |
| --------------- | --------------- | --------------- | ---------- | ---------- | --------------- | --------------- | --------------- | ------------- | ------------- | ------------- | ----------- | ----------- | ----------- | ------ | ------ |
| 2016-2017       | Senica          | SL              | 19         | 1          | CS              | 1               | 0               | -             | -             | -             | -           | -           | -           | 20     | 1      |
| 2017-2018       | Brøndby         | SL              | 1          | 0          | CD              | 1               | 0               | UEL           | 0             | 0             | -           | -           | -           | 2      | 0      |
| 2018-gen. 2019  | Brøndby         | SL              | 0          | 0          | CD              | 1               | 0               | UEL           | 0             | 0             | -           | -           | -           | 1      | 0      |
| Totale Brøndby  | Totale Brøndby  | Totale Brøndby  | 1          | 0          |                 | 2               | 0               |               | 0             | 0             |             | -           | -           | 3      | 0      |
| gen.-giu. 2019  | Skalica         | 2.L             | 13         | 2          | CS              | 1               | 0               | -             | -             | -             | -           | -           | -           | 14     | 2      |
| 2019-2020       | Skalica         | 2.L             | 20         | 4          | CS              | 3               | 3               | -             | -             | -             | -           | -           | -           | 23     | 7      |
| 2020-2021       | Skalica         | 2.L             | 18         | 1          | CS              | 1               | 0               | -             | -             | -             | -           | -           | -           | 19     | 1      |
| 2021-2022       | Skalica         | 2.L             | 27         | 0          | CS              | 3               | 0               | -             | -             | -             | -           | -           | -           | 30     | 0      |
| 2022-2023       | Skalica         | SL              | 31         | 0          | CS              | 5               | 0               | -             | -             | -             | -           | -           | -           | 36     | 0      |
| Totale Skalica  | Totale Skalica  | Totale Skalica  | 109        | 7          |                 | 13              | 3               |               | -             | -             |             | -           | -           | 122    | 10     |
| 2023-2024       | Baník Ostrava   | 1L              | 20         | 1          | CRC             | 1               | 0               | -             | -             | -             | -           | -           | -           | 21     | 1      |
| 2024-gen. 2025  | Rapid Bucarest  | L1              | 4          | 1          | CR              | 1               | 0               | -             | -             | -             | -           | -           | -           | 5      | 1      |
| gen.-giu. 2025  | Unirea Slobozia | L1              | 13         | 1          | CR              | 0               | 0               | -             | -             | -             | -           | -           | -           | 13     | 1      |
| 2025-2026       | Rapid Bucarest  | L1              | -          | -          | CR              | -               | -               | -             | -             | -             | -           | -           | -           | -      | -      |
| Totale carriera | Totale carriera | Totale carriera | 166        | 11         |                 | 18              | 3               |               | 0             | 0             |             | -           | -           | 184    | 14     |

## Palmarès

### Club

#### Competizioni nazionali
- Coppa di Danimarca: 1

Brøndby: 2017-2018